# تایرات بونسوک
تایرات بونسوک (انگلیسی: Tairat Bunsuk؛ زادهٔ ۱۱ ژانویهٔ ۱۹۹۳) وزنه‌بردار اهل تایلند است.
وی در مسابقات کشوری و بین‌المللی در مجموع برندهٔ ۱ مدال نقره شده‌است.